# Già làng
Già làng là một chức sắc trong các buôn làng của người dân tộc thiểu số ở vùng cao Việt Nam, trước đây được xem là Lãnh tụ tinh thần. Đây là một chức vụ tồn tại song song với trưởng buôn, trưởng bản. Già làng thường là một người già trong buôn, nhưng không nhất thiết quy định như vậy, vì tiêu chuẩn là một người uy tín cao trong buôn.

## Vai trò trong buôn làng
Được dân làng bầu vào chức vụ này do có uy tín với cộng đồng và là người chịu trách nhiệm đứng ra xử lý theo luật tục các vấn đề, tranh chấp phát sinh trong cuộc sống. Tiếng nói của già làng có trọng lượng có khi còn hơn cả pháp luật. Mỗi nhóm sắc tộc, tùy từng thời điểm, hùng cứ một nơi, quay quần quanh một vị thủ lĩnh hay một dòng họ của tộc người đó.
Ở các vùng đồng bào dân tộc thiểu số tuy theo chế độ mẫu hệ nhưng chức vụ già làng lại luôn do đàn ông đảm nhận.

## Ngày nay
Vai trò già làng đang giảm dần về vai trò và chức năng, nguyên nhân thì nhiều. Nhưng chủ yếu là do kinh tế phát triển các luồng giao lưu văn hóa đã len lỏi vào các buôn làng. Cuộc sống du canh du cư đã dừng lại hẳn vì đất rừng ngày một lùi xa, nét cổ truyền để thuyết phục lớp trẻ cứ mai một dần. Các nét giao thoa văn hóa tác động không nhỏ đến cách làm và các nghĩ của họ, yếu tố tâm linh đã dịch chuyển sang một nềm tin mới là tôn giáo theo vùng. Họ chuyển sang theo tôn giáo: Tin lành, Thiên Chúa giáo, Phật giáo v.v, nét văn hóa cồng chiêng, ca hát ít người theo.